# Roque Díaz
Roque Díaz Fuentes (Las Palmas de Gran Canaria, España, 22 de noviembre de 1952) es un exfutbolista español que se desempeñaba como defensa.

## Clubes
| Club             | País   | Año       |
| ---------------- | ------ | --------- |
| U. D. Las Palmas | España | 1972-1984 |